# シアメリド
シアメリド（英語: cyamelide）は、白色のアモルファス固体で、化学式は (HNCO)x  で表される。シアン酸とその環状三量体であるシアヌル酸との重合生成物である。磁器のような白い物質で、水には溶けない。